# Namibie aux Jeux olympiques d'été de 2000
La Namibie participe aux Jeux olympiques d'été de 2000 à Sydney. Sa délégation est composée de 11 athlètes répartis dans 6 sports et son porte-drapeau est Ali Nuumbembe. Au terme des Olympiades, la nation n'est pas à proprement classée puisqu'elle ne remporte aucune médaille.

## Nombre d'athlètes qualifiés par sport
Voici la liste des qualifiés et sélectionnés Namibiens par sport (remplaçants compris) :
| Sport      | Hommes | Femmes | Total |
| ---------- | ------ | ------ | ----- |
| Athlétisme | 5      | 1      | 6     |
| Boxe       | 1      | 0      | 1     |
| Cyclisme   | 1      | 0      | 1     |

## Liste des médaillés namibiens
Aucun athlète namibien ne remporte de médaille durant ces JO.

## Athlétisme

### Hommes
| Athlète           | Épreuve     | Séries      | Séries      | Quarts de finale | Quarts de finale | Demi-finales | Demi-finales | Finale          | Finale  |
| Athlète           | Épreuve     | Temps       | Rang        | Temps            | Rang             | Temps        | Rang         | Temps           | Rang    |
| ----------------- | ----------- | ----------- | ----------- | ---------------- | ---------------- | ------------ | ------------ | --------------- | ------- |
| Sherwin Vries     | 100 m       | 10 s 53     | 4e          | Éliminé          | Éliminé          | Éliminé      | Éliminé      | Éliminé         | Éliminé |
| Christie Van Wyk  | 200 m       | 46 s 57     | 8e          | Eliminé          | Eliminé          | Eliminé      | Eliminé      | Eliminé         | Eliminé |
| Lucketz Swartbooi | Marathon    | Non disputé | Non disputé | Non disputé      | Non disputé      | Non disputé  | Non disputé  | 2 h 22 min 55 s | 48e     |
| Willie Smith      | 400 m haies | 50 s 89     | 5e          | Eliminé          | Eliminé          | Eliminé      | Eliminé      | Eliminé         | Eliminé |

| Athlète      | Épreuve          | Qualification | Qualification | Finale      | Finale  |
| Athlète      | Épreuve          | Performance   | Rang          | Performance | Rang    |
| ------------ | ---------------- | ------------- | ------------- | ----------- | ------- |
| Stephan Louw | Saut en longueur | NM            | /             | Eliminé     | Eliminé |

### Femmes
| Athlète            | Épreuve  | Séries      | Séries      | Quarts de finale | Quarts de finale | Demi-finales | Demi-finales | Finale | Finale |
| Athlète            | Épreuve  | Temps       | Rang        | Temps            | Rang             | Temps        | Rang         | Temps  | Rang   |
| ------------------ | -------- | ----------- | ----------- | ---------------- | ---------------- | ------------ | ------------ | ------ | ------ |
| Elizabeth Mongudhi | Marathon | Non disputé | Non disputé | Non disputé      | Non disputé      | Non disputé  | Non disputé  | DNF    | /      |

## Boxe

### Hommes
| Athlète       | Catégorie     | 16e de finale           | 8e de finale        | Quart de finale     | Demi-finale         | Finale              |
| Athlète       | Catégorie     | Adversaire Résultat     | Adversaire Résultat | Adversaire Résultat | Adversaire Résultat | Adversaire Résultat |
| ------------- | ------------- | ----------------------- | ------------------- | ------------------- | ------------------- | ------------------- |
| Ali Nuumbembe | Poids welters | Défaite Kazakhstan 2-14 | Eliminé             | Eliminé             | Eliminé             | Eliminé             |

## Cyclisme

### BMX

#### Hommes
| Athlète        | Compétition   | Temps              | Rang |
| -------------- | ------------- | ------------------ | ---- |
| Mannie Heymans | Cross-country | 2 h 20 min 31 s 94 | 26e  |